# Gergeti
Gergeti (georgiska: გერგეთი) är en glaciär i nordöstra Georgien, i regionen Mtscheta-Mtianeti. Närmaste större samhälle är Stepantsminda, 11 km åt öster.